# Corkow
Corkow (от англ. corkow — затаивать, прятать, второе название Metel) — анонимная киберпреступная группа (хакерская группировка), активная с 2011 года. Прославилась созданием одноименного банковского трояна Win32/Corkow, который используется злоумышленниками для кражи данных онлайн-банкинга. В отличие от Carberp, который получил мировую известность, Corkow (Metel) не удостоился такого же внимания со стороны исследователей или общественности и был достаточно незаметен все это время. Ситуация изменилась в 2014 году, когда совокупный баланс скомпрометированных трояном Corkow (Metel) счетов клиентов превысил $ 250 млн..

## Деятельность

### 2011 год
Первое упоминание трояна Corkow (Metel).

### 2012 год
Системы телеметрии фиксировала резкие спады и подъёмы в активности этой вредоносной программы с начала её первого обнаружения. Так во второй половине 2012 г. наблюдался спад её активности, после чего активность снова возросла. Возможно группа, распространявшая Corkow (Metel), была привлечена к уголовной ответственности и не могла осуществлять свою деятельность в этот период.

### 2013 год
Впервые панель управления, используемая Corkow (Metel), была обнаружена и проанализирована.

### 2014 год
Начиная с апреля 2014 года, бот-сеть на основе Corkow (Metel) стремительно растет. Работа этой бот-сети направлена на кражу денег из системы онлайн-банкинга и платежных систем. По состоянию на ноябрь 2014 года преступники заразили более 250 тысяч компьютеров, использующих Windows. 70 % зараженных компьютеров находятся в России, 15 % — на Украине. В целом, эта бот-сеть объединяет компьютеры из 86 стран. В течение 2 месяцев 2014 киберпреступники получили доступ к внутренним сетям 34 российских банков. По состоянию на ноябрь 2014 совокупный баланс скомпрометированных счетов клиентов превышал $ 250 млн.

### 2015 год
В феврале 2016 года было сообщено, что в феврале 2015 года произошел первый в мировой практике крупный инцидент, когда киберпреступники, используя троян Corkow (Metel), получили контроль над терминалом торговой системы для торгов на различных биржевых рынках, что привело к выставлению заявок на сумму более 400 млн долларов. Как говорится в отчете, используя вредоносное программное обеспечение, хакер применил инструмент «доллар/рубль расчетами сегодня» для продажи и покупки валюты от имени банка, что вызвало серьезные скачки курса доллара. За 14 минут хакер добился аномальной волатильности, что позволило покупать доллар за 55 рублей, а продавать по 62 рубля. До инцидента трейдеры торговались в рыночном диапазоне 60 — 62 рубля за доллар. По данным Лаборатории Касперского, злоумышленники также смогли совершить многомиллионное изъятие из банкоматов банка-жертвы всего за одну ночь, используя функцию отмены банковских транзакций. Благодаря ей, после каждого снятия баланс карточного счета не уменьшался.

## Функциональность трояна
Функциональность модулей Corkow (Metel):
Пропускает антивирусные решения, остается незамеченным при исполнении;
Похищает ключи и пароли системы онлайн-банкинга на основе iBank2, IFOBS и SBRF;
Похищает все онлайн-формы (в том числе формы авторизации) с помощью FG и модулей Pony;
Мониторит весь текст, набранный при помощи клавиатуры;
Шпионит за пользователяем; делает скриншоты и записывает видео;
Устанавливает скрытый удаленный доступ к зараженному компьютеру;
Может заменять отображаемое на веб-страницах.
Это позволяет киберпреступникам организовать целевые атаки и шпионить за деятельностью предприятий из их собственных внутренних сетей. Их главная цель состоит в том, чтобы украсть деньги клиентов финансовых учреждений, в первую очередь средства юридических лиц.